# Ari Leschnikoff

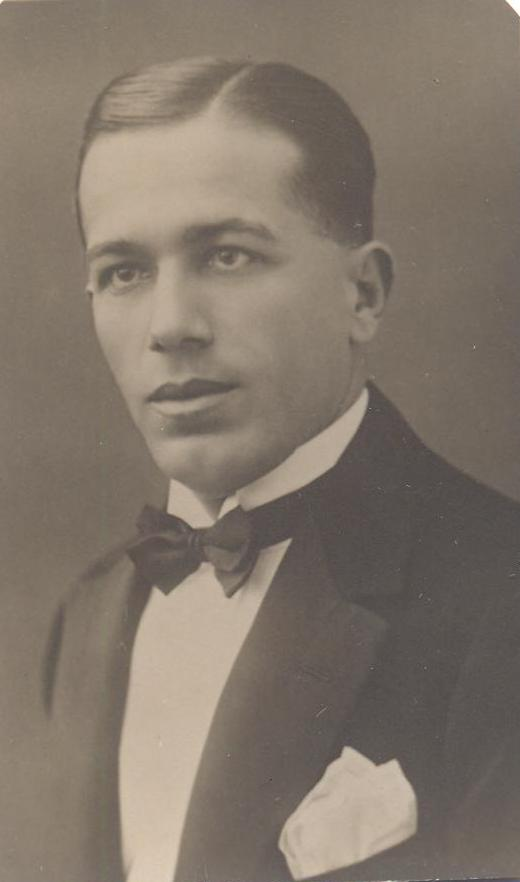
Ari Leschnikoff, 1922

Asparuch Leschnikoff (bulgarisch Аспарух Лешников), genannt „Ari“ (* 16. Juli 1897 in Chaskowo; † 31. Juli 1978 in Sofia), war 1. Tenor des Berliner Ensembles Comedian Harmonists.

## Leben und Wirken

### Kindheit und Ausbildung

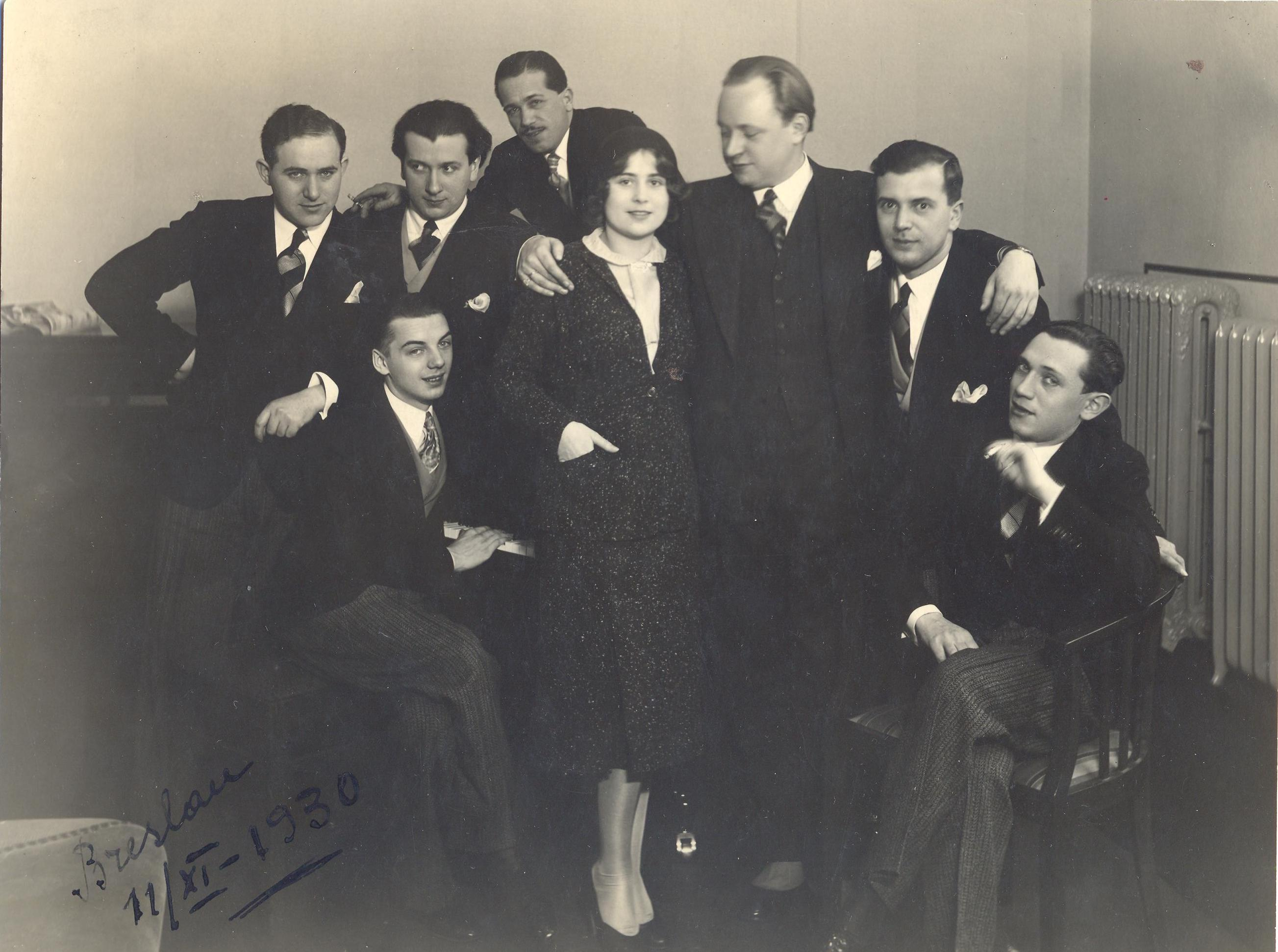
Ari Leschnikoff (stehend, dritter von links) mit den Comedian Harmonists 1930 in Breslau.

Ari Leschnikoff wuchs in Chaskowo gemeinsam mit einem Bruder und einer Schwester auf. Sein Vater Dimiter Leschnikoff († 1906) arbeitete als Vorsteher des Postamtes, seine Mutter Anna war Lehrerin. Musikalisch von seiner Mutter gefördert, sang er im Alter von sieben Jahren im Kirchenchor.
Nach dem Besuch des Gymnasiums in Chaskowo besuchte Leschnikoff von 1916 bis 1918 eine Kadettenanstalt in Sofia. Ende des Ersten Weltkrieges wurde er Leutnant und kam für einige Monate an der Front zum Einsatz. Nach der Auflösung der bulgarischen Armee studierte er ab 1920 in Sofia Musik und Gesang beim Opernsänger und Professor Ivan Vulpe. 1922 wanderte er nach Deutschland aus, um dort Musik zu studieren. Zur Finanzierung seines Lebensunterhaltes arbeitete er in Berlin nebenbei im bulgarischen Studenten-Restaurant „Bei Kirow“ als Kellner.

### Karriere in Deutschland
1926 bekam Leschnikoff einen Vertrag als Chorsänger am Großen Schauspielhaus. Im Chor lernte er Robert Biberti und Roman Cycowski kennen. Zum Jahreswechsel 1927/28 gründeten sich auf Initiative von Harry Frommermann in Berlin die Melody Makers, die nach wenigen Monaten in Comedian Harmonists umbenannt wurden. Durch Robert Biberti kam Leschnikoff im März 1928 zu diesem Ensemble, wo er den 1. Tenor Louis Kaliger ersetzte.
Als sich die Comedian Harmonists 1935 trennten, weil die drei jüdischen Mitglieder durch die Nationalsozialisten zur Emigration gezwungen wurden, beteiligte sich Leschnikoff zunächst an der Nachfolgegruppe Meistersextett mit Biberti und Erwin Bootz sowie den neuen Mitgliedern Fred Kassen, Walther Blanke und Richard Sengeleitner. Nachdem Bootz 1938 die Gruppe verlassen hatte, kam es zu ausgedehnten Streitigkeiten zwischen Biberti und Leschnikoff, vor allem wegen der personellen Besetzung der Gruppe, die schließlich auseinanderfiel. Nach Peter Czada soll es nicht den Tatsachen entsprechen, dass Leschnikoff Biberti bei der Gestapo denunzierte. Da Leschnikoff Schulden bei Biberti hatte, übertrug er ihm seinen Anteil an den Tantiemen der Gruppe.
Ab 1934 hatte Leschnikoff zudem in Berlin viele Soloaufnahmen gemacht, darunter folkloristische Lieder mit dem Orchester Karl Rockstroh für das bulgarische Label Orfej. 1939 versuchte er ein letztes Mal in Deutschland, seine Karriere als Solosänger fortzusetzen, kehrte aber 1940 nach Sofia zurück. 

### Rückkehr nach Bulgarien
In Bulgarien ließ er bei der Plattenfirma Mikrophon einige Aufnahmen machen. Während des Zweiten Weltkriegs wurde er 1941 als Hauptmann eingezogen. Von seinen Ersparnissen kaufte er ein vierstöckiges Wohnhaus in Sofia, das 1944 bei einem Bombenangriff völlig zerstört wurde.
Nach der Ausreise seiner aus London stammenden Frau und seines Sohnes nach England im Jahr 1947 scheiterte Leschnikoffs Versuch, ihnen nachzufolgen, aufgrund der politischen Gegebenheiten in Bulgarien. Ab 1947 trat er in Bulgarien gelegentlich mit einem staatlichen Kulturensemble im Rundfunk oder bei Veranstaltungen auf, bevor er seine Bühnenlaufbahn 1956 beendete. Um seinen Lebensunterhalt zu bestreiten, arbeitete er zeitweise als Gärtner und in einer Fabrik. 
1965 wurde er auf Betreiben eines Liebhabers der Musik der Comedian Harmonists in die DDR eingeladen, wo er während des knapp zweimonatigen Aufenthaltes zu einem Empfang in den Friedrichstadt-Palast eingeladen und in Dresden, Leipzig, Magdeburg, Schwerin und Berlin gefeiert wurde. Berichte erschienen in mehreren Zeitschriften, darunter die Kulturzeitschrift Das Magazin sowie Zeit im Bild oder FF dabei. Von Radio DDR (Studio Dresden) wurde die von Hans-Joachim Wolfram moderierte Sendung Irgendwo auf der Welt mit Ari Leschnikoff produziert. Anlässlich eines weiteren Aufenthaltes in der DDR im Jahr 1968 wurde er Ehrenmitglied des Friedrichstadt-Palastes, der ihm die Goldene Ehrennadel des Hauses verlieh.
In seinen letzten Lebensjahren bat er Biberti in zahlreichen Briefen vergeblich, ihn wieder an den Tantiemen der Comedian Harmonists zu beteiligen.
Im Alter von 81 Jahren starb er 1978 verarmt in Sofia. Seinen musikalischen Nachlass überließ seine Ehefrau dem bulgarischen Staatsarchiv.

## Privates
1932 heiratete Leschnikoff Delphine Adéle Germaine David (* 1906 in London), die er 1929 am Berliner Theater kennengelernt hatte, wo sie als Tänzerin auftrat. Der gemeinsame Sohn wurde im Mai 1930 geboren, starb jedoch bereits einen Tag später. Sohn Simeon Michael wurde 1938 geboren. Seine Frau ging mit dem Sohn 1947 zurück nach England, woraufhin sich die Eheleute nie wiedersahen. Leschnikoff lernte in Bulgarien die Kindergärtnerin Saschka Andrejewa Siderowa (1928–2003) kennen. Da seine Frau eine Scheidung verweigerte, wurde die Ehe in Bulgarien annulliert. 1952 heiratete er Saschka Siderowa, Sohn Anri wurde 1955 geboren.
Ari Leschnikoffs Sohn aus erster Ehe, Simeon Michael Leschnikoff war Werbezeichner und heiratete im November 1968 seine Ehefrau Ann, die aus England stammte. Er starb am 4. Dezember 1994. Aus dieser Ehe stammen zwei Enkelinnen Ari Leschnikoffs, die in London leben: Jessica, studierte Sängerin, Sopranistin und Pianistin und ihre jüngere Schwester Nancy, die über Großbritannien hinaus als Gestalterin und Illustratorin zahlreicher Kinderbücher bekannt ist.

## Film
In Joseph Vilsmaiers Film Comedian Harmonists wurde Leschnikoff von Max Tidof verkörpert.

## Gedenken
Im Juni 2015 wurde in der Heimatstadt Leschnikoffs ein Denkmal für den „Ritter des hohen f“ enthüllt. Jedes Jahr findet Anfang Juni am selben Ort ein nationales Wettbewerbsfestival „Mit den Liedern von Ari“ statt, das dem Sänger gewidmet ist.